# Рогозовка
Рого́зовка — село в Ромненском районе Амурской области, Россия. Административный центр Рогозовского сельсовета.

## География
Село Рогозовка расположено к юго-западу от районного центра Ромненского района села Ромны, автомобильная дорога идёт через Высокое, Григорьевка, Дальневосточное и Поздеевку, расстояние до райцентра — 74 км.
Расстояние до Поздеевки (станция Забайкальской железной дороги на Транссибе) — 30 км.
От села Рогозовка на запад идёт дорога к селу Ерковцы, далее к районному центру Ивановского района селу Ивановка.
От села Рогозовка на север идёт дорога на левой берег реки Белая (левый приток реки Зея), к селу Климовка, расстояние — 8 км.

## Население
| 2002 | 2010 | 2012 | 2013 | 2014 | 2015 | 2016 |
| ---- | ---- | ---- | ---- | ---- | ---- | ---- |
| 498  | ↘346 | ↘340 | ↘338 | ↘328 | ↘316 | ↘309 |
| 2017 | 2018 |      |      |      |      |      |
| ↘290 | ↗291 |      |      |      |      |      |

По данным переписи 1926 года по Дальневосточному краю, в Рогозовке числилось 142 хозяйств и 641 житель (333 мужчины и 308 женщин), из которых преобладающая национальность — украинцы (123 хозяйства).